# Berlengas
Berlengas är en liten ögrupp belägen i Atlanten, 12 km nordväst om staden Peniche. Den största ön är Berlenga Grande, en klippö, där det finns en fyr, ett kloster (Mosteiro da Misericórdia) och ett antikt fort (Forte de São João Baptista). Det ursprungliga namnet på ögruppen var Londobris.
Nuförtiden har öarna ingen permanentboende befolkning, och eftersom öarna är förklarade som naturskyddsområde är det mestadels forskare som besöker öarna. På sommaren besöks dock även öarna av ett begränsat antal turister (högst 550 personer får vistas samtidigt på ön).

## Bilder

Berlenga-öarna
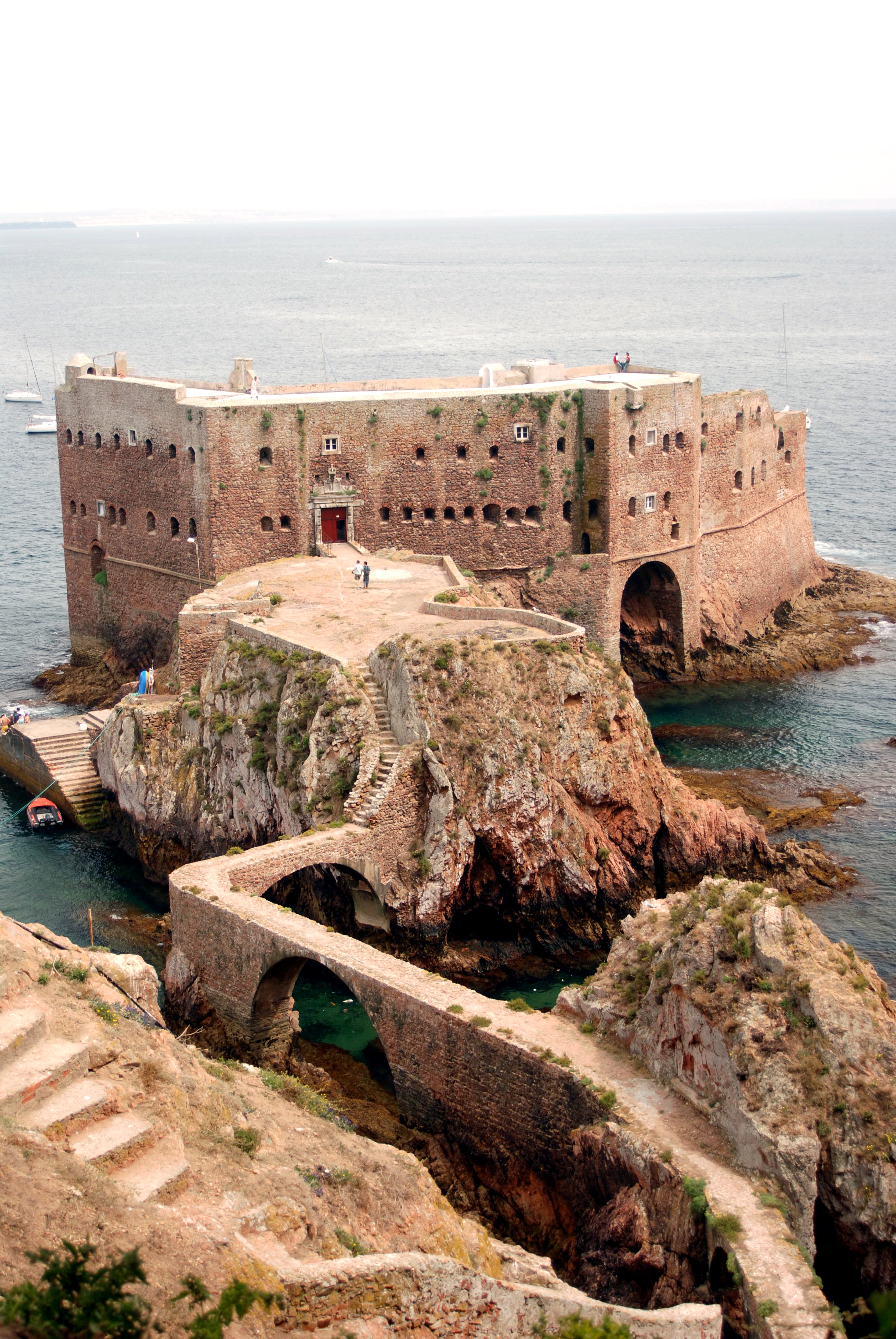
Forte de São João Batista
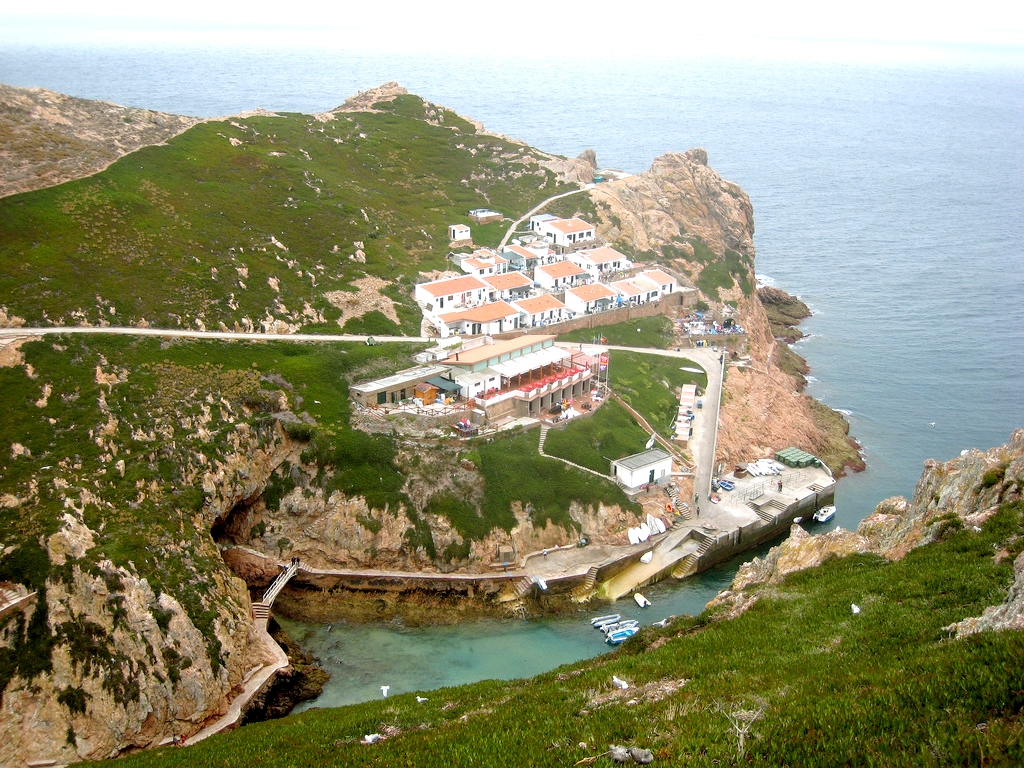
Fiskarbyn Aldeia dos Pescadores
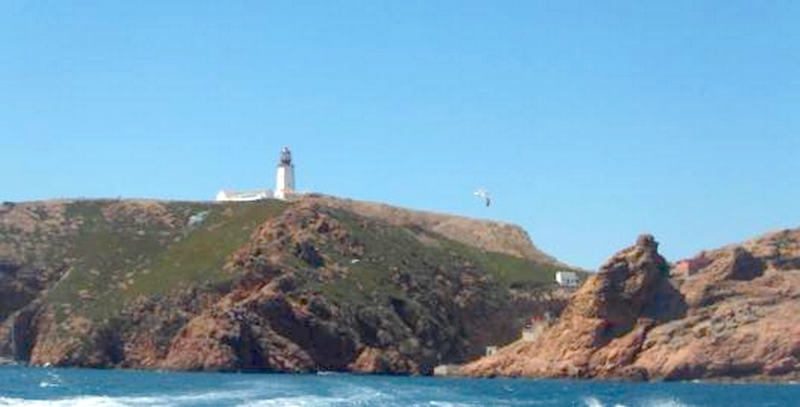
Fyr Duque de Bragança
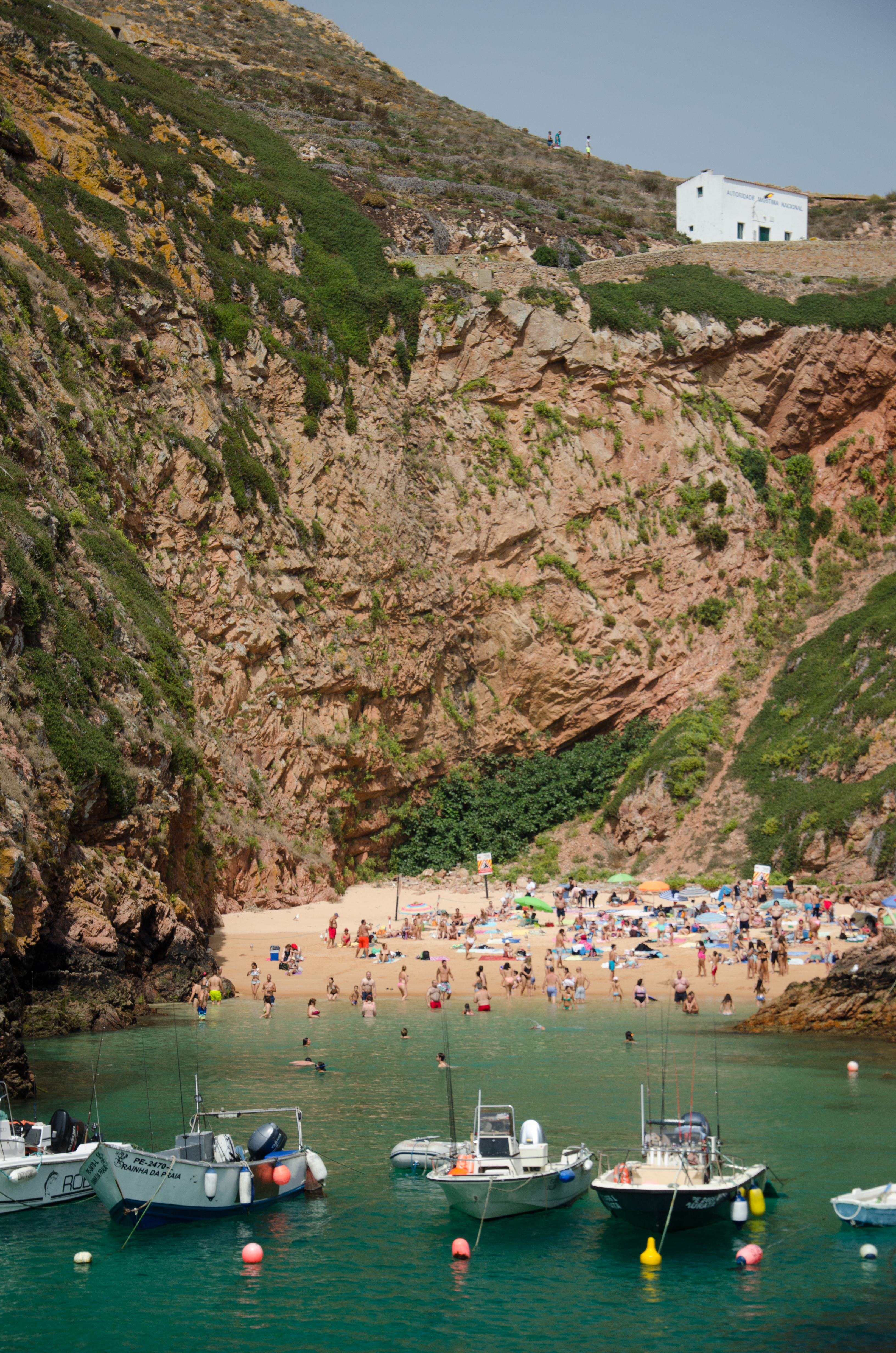
Den lilla badstranden
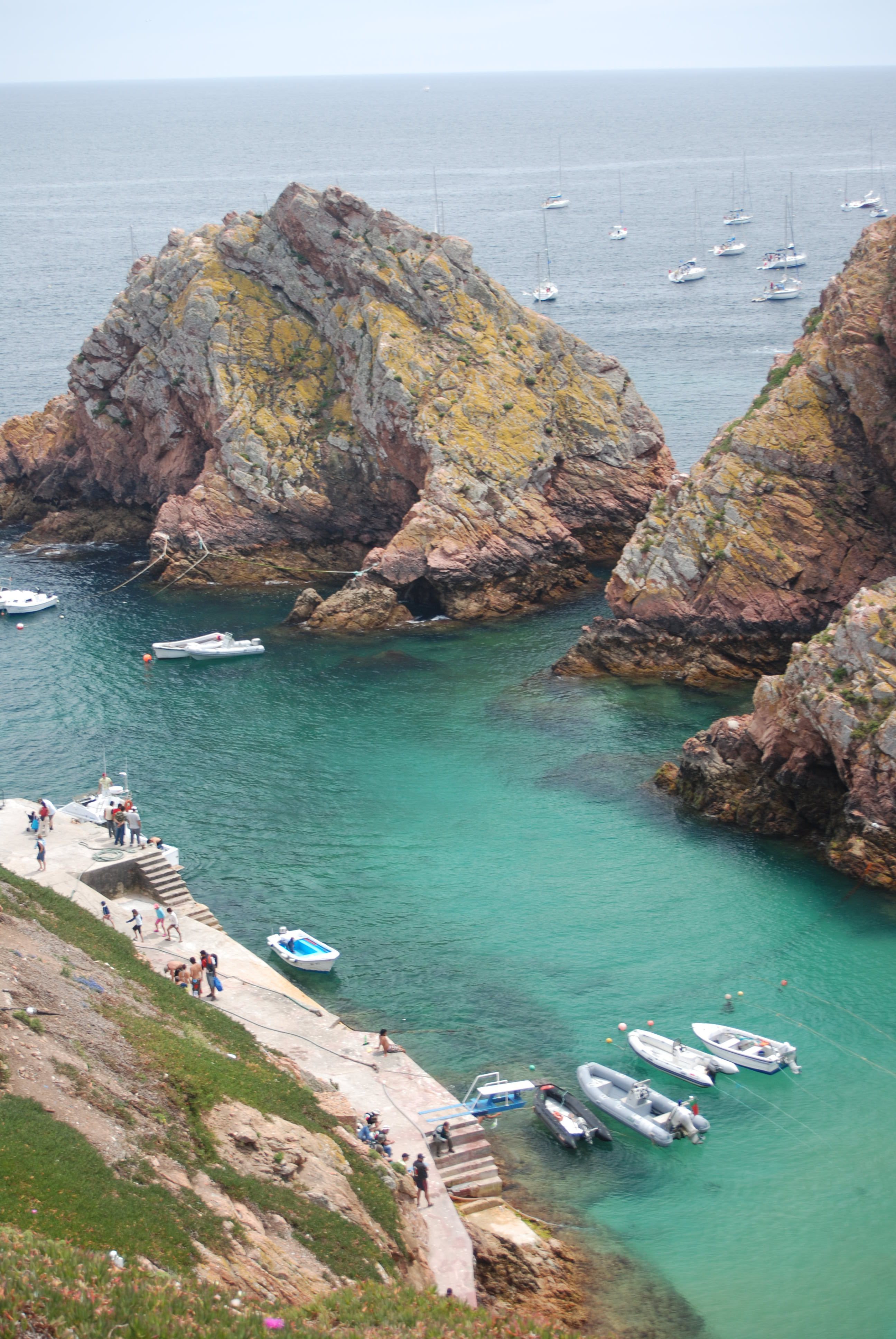
Vik på huvudön.